# Cyclisme aux Jeux du Commonwealth de 2014
Navigation
Édition précédente Édition suivante
Les épreuves de cyclisme des Jeux du Commonwealth de 2014 se déroulent du 24 juillet au 3 août 2014 à Glasgow, en Écosse. Trois disciplines sont au programme : le cyclisme sur route, le cyclisme sur piste et le VTT.

## Programme
19 épreuves figurent au programme de cette compétition.
Les horaires sont basés sur le British Summer Time (UTC+1).
| Date                | Horaire     | Compétition                                                                            |
| ------------------- | ----------- | -------------------------------------------------------------------------------------- |
| Mardi 24 juillet    | 11:00–13:45 | Vitesse individuelle masculine : qualification                                         |
| Mardi 24 juillet    | 11:00–13:45 | Poursuite par équipes masculine : qualification                                        |
| Mardi 24 juillet    | 11:00–13:45 | Handisport : vitesse individuelle féminine B (tandem): qualification et demi-finales   |
| Mardi 24 juillet    | 16:00–18:45 | Vitesse par équipes masculine : qualification et finales                               |
| Mardi 24 juillet    | 16:00–18:45 | Poursuite par équipes masculine : finales                                              |
| Mardi 24 juillet    | 16:00–18:45 | Handisport : vitesse individuelle féminine B (tandem)                                  |
| Vendredi 25 juillet | 11:00–13:30 | Poursuite individuelle masculine : qualification et finales                            |
| Vendredi 25 juillet | 11:00–13:30 | Vitesse individuelle masculine : quarts de finale                                      |
| Vendredi 25 juillet | 11:00–13:30 | Poursuite par équipes féminine : qualification                                         |
| Vendredi 25 juillet | 16:00–18:30 | Vitesse individuelle masculine : demi-finales et finales                               |
| Vendredi 25 juillet | 16:00–18:30 | Handisport : Kilomètre contre-la-montre masculin (tandem)                              |
| Vendredi 25 juillet | 16:00–18:30 | Poursuite individuelle masculine                                                       |
| Vendredi 25 juillet | 16:00–18:30 | Poursuite individuelle féminine                                                        |
| Samedi 26 juillet   | 11:00–13:30 | Handisport : vitesse individuelle masculine B (tandem) : qualification et demi-finales |
| Samedi 26 juillet   | 11:00–13:30 | Course aux points masculine : qualification                                            |
| Samedi 26 juillet   | 11:00–13:30 | Vitesse individuelle féminine : qualification et quarts de finale                      |
| Samedi 26 juillet   | 16:00–19:30 | Handisport : vitesse individuelle B (tandem)                                           |
| Samedi 26 juillet   | 16:00–19:30 | Kilomètre contre-la-montre masculin                                                    |
| Samedi 26 juillet   | 16:00–19:30 | Course aux points masculine                                                            |
| Samedi 26 juillet   | 16:00–19:30 | Vitesse individuelle féminine : demi-finales et matchs de classement                   |
| Samedi 26 juillet   | 16:00–19:30 | Course scratch féminine                                                                |
| Dimanche 27 juillet | 15:00–19:30 | Keirin masculin : qualification, demi-finales et finale                                |
| Dimanche 27 juillet | 15:00–19:30 | Course scratch masculine : qualification et finale                                     |
| Dimanche 27 juillet | 15:00–19:30 | Handisport : kilomètre contre-la-montre féminin B (Tandem)                             |
| Dimanche 27 juillet | 15:00–19:30 | Vitesse individuelle féminine : finales                                                |
| Dimanche 27 juillet | 15:00–19:30 | Course aux points féminine                                                             |
| Mardi 29 juillet    | 11:30–16:00 | Cross-country VTT masculin                                                             |
| Mardi 29 juillet    | 11:30–16:00 | Cross-country VTT féminin                                                              |
| Jeudi 31 juillet    | 10:00–15:30 | Contre-la-montre masculin                                                              |
| Jeudi 31 juillet    | 10:00–15:30 | Contre-la-montre féminin                                                               |
| Dimanche 3 août     | 08:30–17:00 | Course en ligne masculine                                                              |
| Dimanche 3 août     | 08:30–17:00 | Course en ligne féminine                                                               |

## Podiums

### Cyclisme sur route
| Épreuves                | Or                   | Or              | Argent       | Argent | Bronze           | Bronze       |
| ----------------------- | -------------------- | --------------- | ------------ | ------ | ---------------- | ------------ |
| Compétitions masculines |                      |                 |              |        |                  |              |
| Course en ligne         | Geraint Thomas       | 4 h 13 min 05 s | Jack Bauer   | + 21 s | Scott Thwaites   | + 21 s       |
| Contre-la-montre        | Alex Dowsett         | 47 min 42 s     | Rohan Dennis | + 9 s  | Geraint Thomas   | + 14 s       |
| Compétitions féminines  |                      |                 |              |        |                  |              |
| Course en ligne         | Elizabeth Armitstead | 2 h 38 min 43 s | Emma Pooley  | + 25 s | Ashleigh Moolman | + 1 min 11 s |
| Contre-la-montre        | Linda Villumsen      | 42 min 25 s     | Emma Pooley  | + 6 s  | Katrin Garfoot   | + 48 s       |

### Cyclisme sur piste
| Épreuves                | Or                                                                    | Or       | Argent                                                           | Argent   | Bronze                                                                 | Bronze   |
| ----------------------- | --------------------------------------------------------------------- | -------- | ---------------------------------------------------------------- | -------- | ---------------------------------------------------------------------- | -------- |
| Compétitions masculines |                                                                       |          |                                                                  |          |                                                                        |          |
| Kilomètre               | Scott Sunderland                                                      | 1:00.675 | Simon van Velthooven                                             | 1:01.060 | Matthew Archibald                                                      | 1:01.162 |
| Keirin                  | Matthew Glaetzer                                                      |          | Sam Webster                                                      |          | Azizulhasni Awang                                                      |          |
| Vitesse individuelle    | Sam Webster                                                           |          | Jason Kenny                                                      |          | Edward Dawkins                                                         |          |
| Vitesse par équipes     | Nouvelle-Zélande Edward Dawkins Ethan Mitchell Sam Webster            | 43.181   | Angleterre Philip Hindes Jason Kenny Kian Emadi                  | 43.706   | Australie Matthew Glaetzer Nathan Hart Shane Perkins                   | 45.709   |
| Poursuite individuelle  | Jack Bobridge                                                         | 4:19.650 | Alexander Edmondson                                              | 4:24.620 | Marc Ryan                                                              | 4:23.559 |
| Poursuite par équipes   | Australie Jack Bobridge Luke Davison Alexander Edmondson Glenn O'Shea | 3:54.851 | Angleterre Steven Burke Ed Clancy Andrew Tennant Bradley Wiggins | 4:00.136 | Nouvelle-Zélande Shane Archbold Pieter Bulling Marc Ryan Dylan Kennett | OVL      |
| Course aux points       | Thomas Scully                                                         | 98 pts   | Peter Kennaugh                                                   | 84 pts   | Aaron Gate                                                             | 82 pts   |
| Scratch                 | Shane Archbold                                                        |          | Glenn O'Shea                                                     |          | Rémi Pelletier-Roy                                                     |          |
| Compétitions féminines  |                                                                       |          |                                                                  |          |                                                                        |          |
| 500 mètres              | Anna Meares                                                           | 33.435   | Stephanie Morton                                                 | 34.079   | Jessica Varnish                                                        | 34.267   |
| Vitesse individuelle    | Stephanie Morton                                                      |          | Anna Meares                                                      |          | Jessica Varnish                                                        |          |
| Poursuite individuelle  | Joanna Rowsell                                                        | 3:31.615 | Annette Edmondson                                                | 3:35.450 | Amy Cure                                                               | 3:35.384 |
| Course aux points       | Laura Trott                                                           |          | Elinor Barker                                                    |          | Katie Archibald                                                        |          |
| Scratch                 | Annette Edmondson                                                     |          | Amy Cure                                                         |          | Elinor Barker                                                          |          |

### Handisport
| Épreuves                | Or                                               | Or          | Argent                                        | Argent   | Bronze                                               | Bronze   |
| ----------------------- | ------------------------------------------------ | ----------- | --------------------------------------------- | -------- | ---------------------------------------------------- | -------- |
| Compétitions masculines |                                                  |             |                                               |          |                                                      |          |
| Vitesse B (tandem)      | Neil Fachie                                      |             | Kieran Modra                                  |          | Paul Kennedy                                         |          |
| Kilomètre B (tandem)    | Écosse Neil Fachie Craig MacLean (pilote)        | 1:02.096 GR | Australie Kieran Modra Jason Niblett (pilote) | 1:02.244 | Pays de Galles Matt Ellis Ieuan Williams (pilote)    | 1:04.095 |
| Compétitions féminines  |                                                  |             |                                               |          |                                                      |          |
| Vitesse B (tandem)      | Angleterre Sophie Thornhill Helen Scott (pilote) |             | Écosse Aileen McGlynn Louise Haston (pilote)  |          | Australie Brandie O'Connor Breanna Hargrave (pilote) |          |
| Kilomètre B (tandem)    | Angleterre Sophie Thornhill Helen Scott (pilote) |             | Écosse Aileen McGlynn Louise Haston (pilote)  |          | Australie Brandie O'Connor Breanna Hargrave (pilote) |          |

### VTT
| Épreuves              | Or                | Or      | Argent      | Argent  | Bronze            | Bronze  |
| --------------------- | ----------------- | ------- | ----------- | ------- | ----------------- | ------- |
| Compétition masculine |                   |         |             |         |                   |         |
| Cross-country         | Anton Cooper      | 1:38.26 | Samuel Gaze | 1:38.29 | Daniel McConnell  | 1:38.36 |
| Compétition féminine  |                   |         |             |         |                   |         |
| Cross-country         | Catharine Pendrel | 1:39.29 | Emily Batty | 1:40.39 | Rebecca Henderson | 1:40.51 |

## Tableau des médailles
| Rang  | Nation           | Or | Argent | Bronze | Total |
| ----- | ---------------- | -- | ------ | ------ | ----- |
| 1     | Australie        | 7  | 9      | 8      | 24    |
| 2     | Angleterre       | 6  | 5      | 3      | 14    |
| 3     | Nouvelle-Zélande | 6  | 4      | 5      | 15    |
| 4     | Écosse           | 2  | 2      | 1      | 5     |
| 5     | Pays de Galles   | 1  | 1      | 3      | 5     |
| 6     | Canada           | 1  | 1      | 1      | 3     |
| 7     | Île de Man       | 0  | 1      | 0      | 1     |
| 8     | Malaisie         | 0  | 0      | 1      | 1     |
| 8     | Afrique du Sud   | 0  | 0      | 1      | 1     |
| Total | Total            | 23 | 23     | 23     | 69    |